# Philip B. Crosby
Philip Bayard "Phil" Crosby (18 tháng 6 năm 1926 - 18 tháng 8 năm 2001) là một nhà kinh doanh và là một tác giả có nhiều đóng góp vào lý thuyết quản lý chất lượng.
"Làm đúng ngay từ đầu"
Tiến sĩ Deming và tiến sĩ Juran là những bộ óc vĩ đại của cuộc các mạng chất lượng.Còn Crosby đã xuất sắc trong việc tìm ra những thuật ngữ về chất lượng mà gần như là dễ hiểu.2 cuốn sách"Chất lượng không nước mắt" và "Chất lượng là thứ cho không" giúp cho người đọc dễ dàng tiếp thu.Ông cũng đã phổ biến ý tưởng "chi phí của chất lượng thấp",tức là,chỉ ra chính xác chi phí của một việc làm kém chất lượng.
Cũng như Frederick Taylor,ý tưởng của Phil Crosby đến tù những kinh nghiệm của bản thân trên dây chuyền lắp ráp.Ông quan tâm đến "ZERO DEFECT"(không mắc lỗi),cũng giống như trọng tâm của 6-sigma hiện đại ngày nay.Tuy nhiên,Crosby đã nhanh chóng chỉ ra rằng Zero Defect không phải bắt nguồn từ trong dây chuyền sản xuất.Để tạo được một tiến trình sản xuất mà không mắc lỗi phải đặt ra được tinh thần và môi trường để nhân viên làm theo.Nếu quản trị không tạo được một hệ thống mà ZD không được đặt thành mục tiêu rõ ràng thì khi đó, nhân viên sẽ không có trách nhiệm khi công việ không đúng định hướng hay vẫn mắc phải sai hỏng.Lợi ích cho công ty có những hê thống này là việc giảm mạnh lãng phí nguồn lực và thời gian sử dụng cho việc sản xuất sản phẩm mà khách hàng không mong muốn.
Phil Crosby đã xác định rằng chất lượng như là sự phù hợp với những đặc tính hướng tới thông qua quản trị, không phải những cái mơ hồ như lòng tốt.Những đặc tính này không phải là bất kỳ,nó phải được theo những cái khách hàng cần và mong muốn.
4 nguyên tắc tuyệt đối của quản lý chất lượng:
- Chất lượng được xác định bằng sự phù hợp với nhu cầu,không phải những "cái tốt" hay "cái đẹp".
- Hệ thông chất lượng là sự phòng ngừa,không phải là kiểm tra.
- Tiêu chuẩn thực hiện phải là "Không mắc lỗi",không phải là " Thế là gần đủ".
- Đo lường chất lượng bằng chi phí không phù hợp.

## Tiểu sử
Philip Crosby được sinh ra ở Tây Virginia vào năm 1930. Sau khi phục vụ ở WWII và cuộc chiến tranh Triều Tiên,ông đã làm việc cho Crosly,Marietta và ITT nơi ông đã làm phó chủ tịch trong 14 năm.Phil Crosby Asociated,Inc được thành lập năm 1979,là hãng tư ván quản trị đã phục vụ cho hàng trăm công ty.Từ lúc nghỉ hưu vào năm 1991,ông đã sáng lập Career IV,Inc.Phil Crosby Assorciated II Inc và đại học Chất lượng.P.Crosby mất vào tháng 8,2001 nhưng cái gia tài về chất lượng tốt hơn sẽ sống trong hàng ngàn tổ chức.